# Klein Berkel
Klein Berkel ist ein Ortsteil der Rattenfängerstadt Hameln. Er liegt am Ohrbergpark im Südwesten der Stadt.

## Geschichte
In einer der ältesten Aufzeichnungen, einem Verzeichnis des Archidiakonats Ohsen heißt der Ort Barcel prope Hameln. Der Name Bercel bedeutet entweder „Bergwald“ oder „Wasserquell“. Jahrhundertelang war Klein Berkel ein kleines Bauerndorf. Vor der Gemeindereform von 1973 war Klein Berkel eine kreisangehörige Gemeinde, die am 1. Januar 1973 in die Stadt Hameln eingegliedert wurde. Im Jahr 2021 hatte Klein Berkel 4763 Einwohner. Durch seine landschaftlich reizvolle Lage am Hang des Ohrbergs ist es eine der bevorzugten Wohngegenden Hamelns.

## Einwohnerentwicklung
| Jahr      | 1925 | 1933 | 1939 | 1961  | 1970  | 1972  | 2000  | 2005 | 2009  | 2010  |
| Einwohner | 922  | 937  | 934  | 1768  | 4064  | 4359  | 4874  | 5143 | 5010  | 4980  |
| Quelle    |      |      |      | [ 2 ] | [ 2 ] | [ 3 ] | [ 3 ] |      | [ 3 ] | [ 4 ] |

| Jahr      | 2011  | 2012  | 2013  | 2014  | 2015  | 2016  | 2017  | 2018  | 2019  | 2020  |
| Einwohner | 4974  | 4938  | 4893  | 4825  | 4752  | 4798  | 4809  | 4785  | 4750  | 4756  |
| Quelle    | [ 4 ] | [ 5 ] | [ 5 ] | [ 6 ] | [ 6 ] | [ 7 ] | [ 7 ] | [ 8 ] | [ 8 ] | [ 9 ] |

| Jahr      | 2021  |
| Einwohner | 4763  |
| Quelle    | [ 9 ] |

Von den Ortsteilen außerhalb der Hamelner Kernstadt ist Klein Berkel derjenige mit der höchsten Bevölkerungsdichte. Er gehört auch zu den bevölkerungsreichsten, nur Afferde hat mehr Einwohner. 8 Prozent der Einwohner von Klein Berkel sind Ausländer (Stand 2021).

## Religion

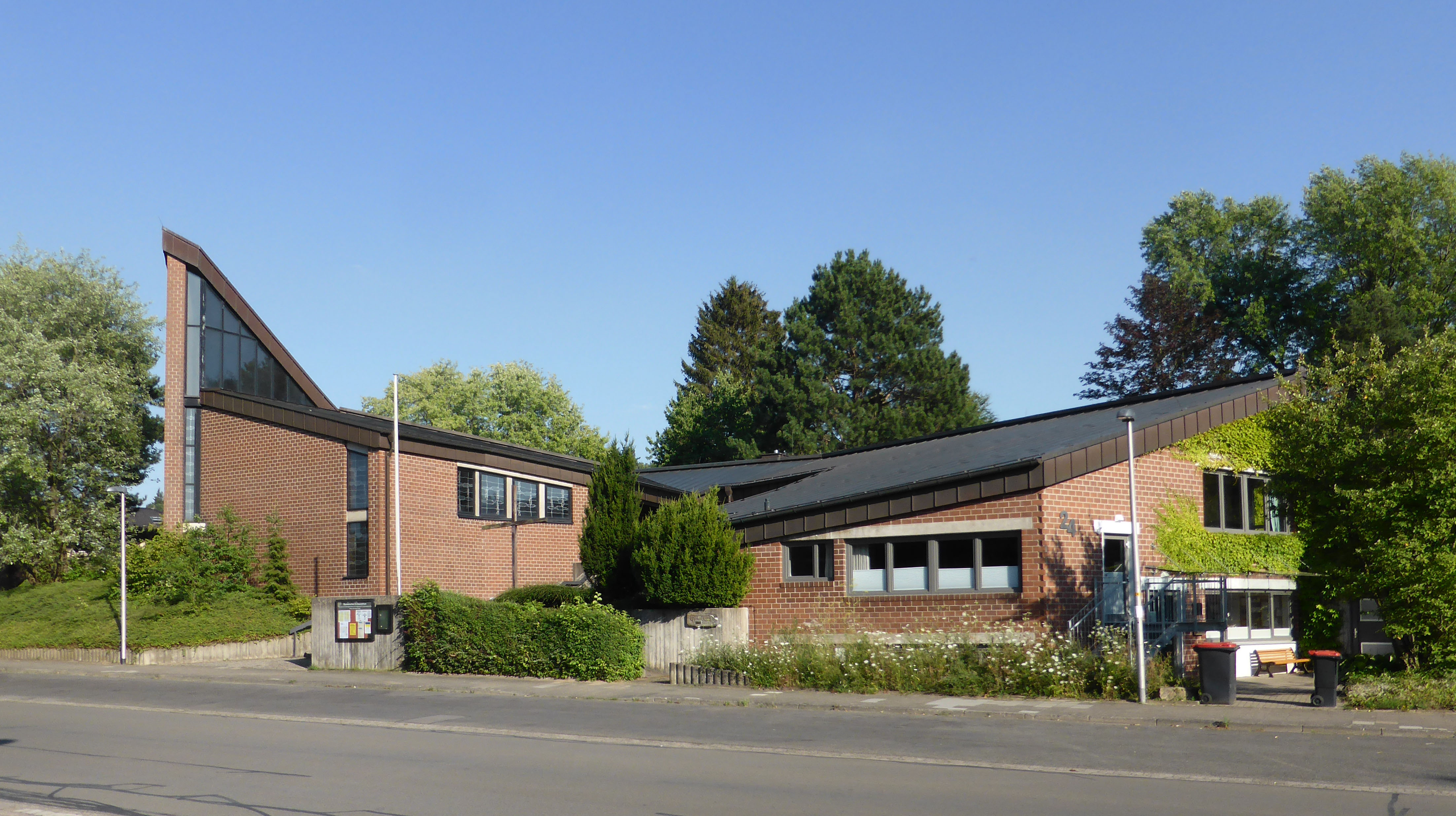
Ökumenisches Zentrum

Im alten Ortskern von Klein Berkel steht die evangelisch-lutherische St.-Johannis-Kirche. In der Ohrbergsiedlung, einem von 1958 an erbauten Neubaugebiet, wurde 1976 ein Ökumenisches Zentrum erbaut, in dem die katholische St. Vizelin-Gemeinde sowie die evangelische St. Johannis-Gemeinde beheimatet sind.

## Politik

### Ortsrat Klein Berkel
Das Wahlergebnis der Kommunalwahl 2021 lautet:
- SPD: 35,9 %
- Grüne: 22,7 %
- CDU: 21,2 %
- FDP: 14,7 %
- AfD: 5,5 %

Die Sitzverteilung des Ortsrats Klein Berkel lautet:
- SPD: 4 Sitze
- Grüne: 2 Sitze
- CDU: 2 Sitze
- FDP: 2 Sitze
- AfD: 1 Sitz

## Wirtschaft und Infrastruktur

### Bildung

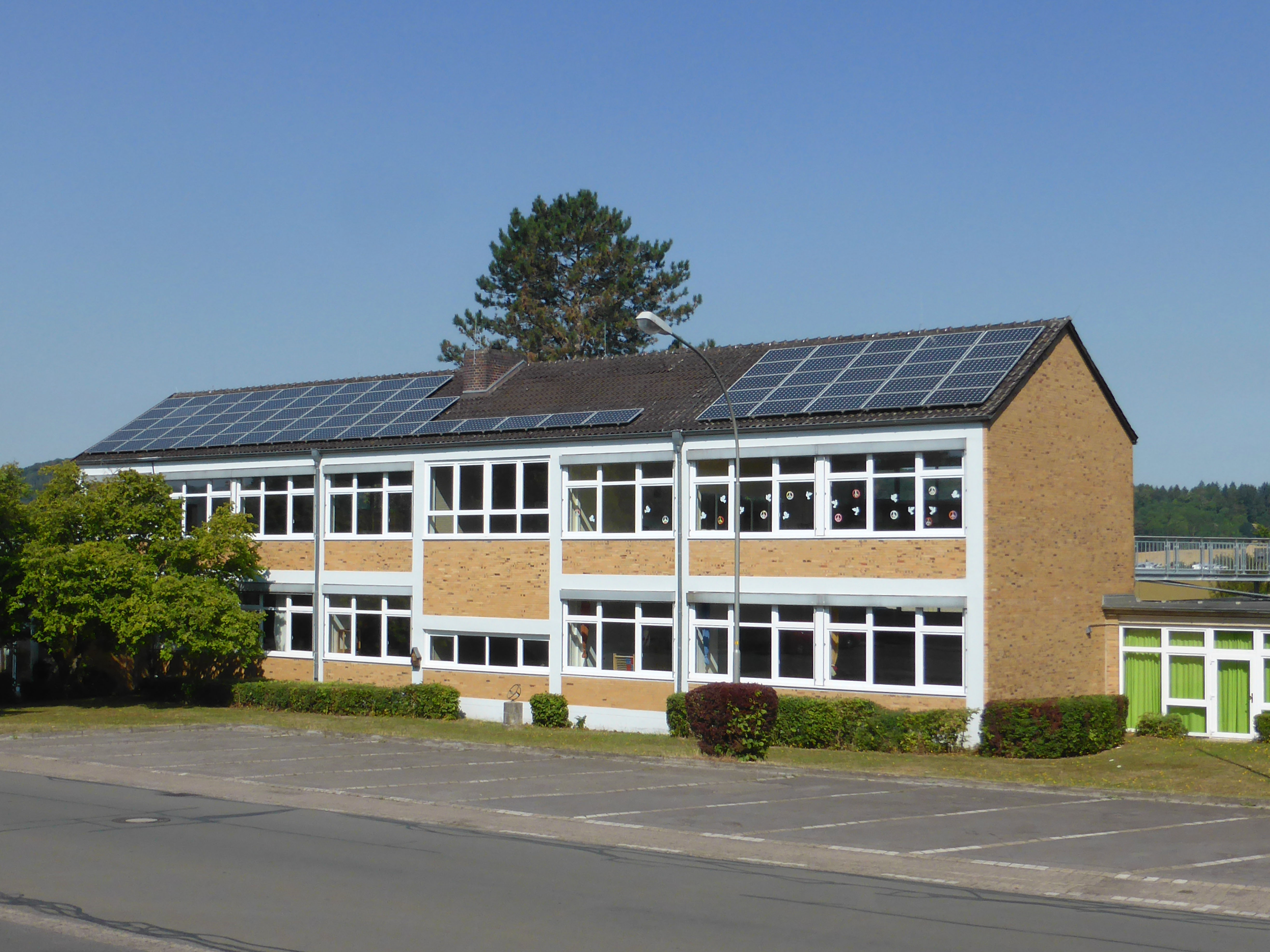
Grundschule

In Klein Berkel befindet sich eine Grundschule mit rund 130 Schülerinnen und Schülern (Stand Schuljahr 2022/2023); im Schuljahr 2017/2018 waren es rund 140.

### Verkehr

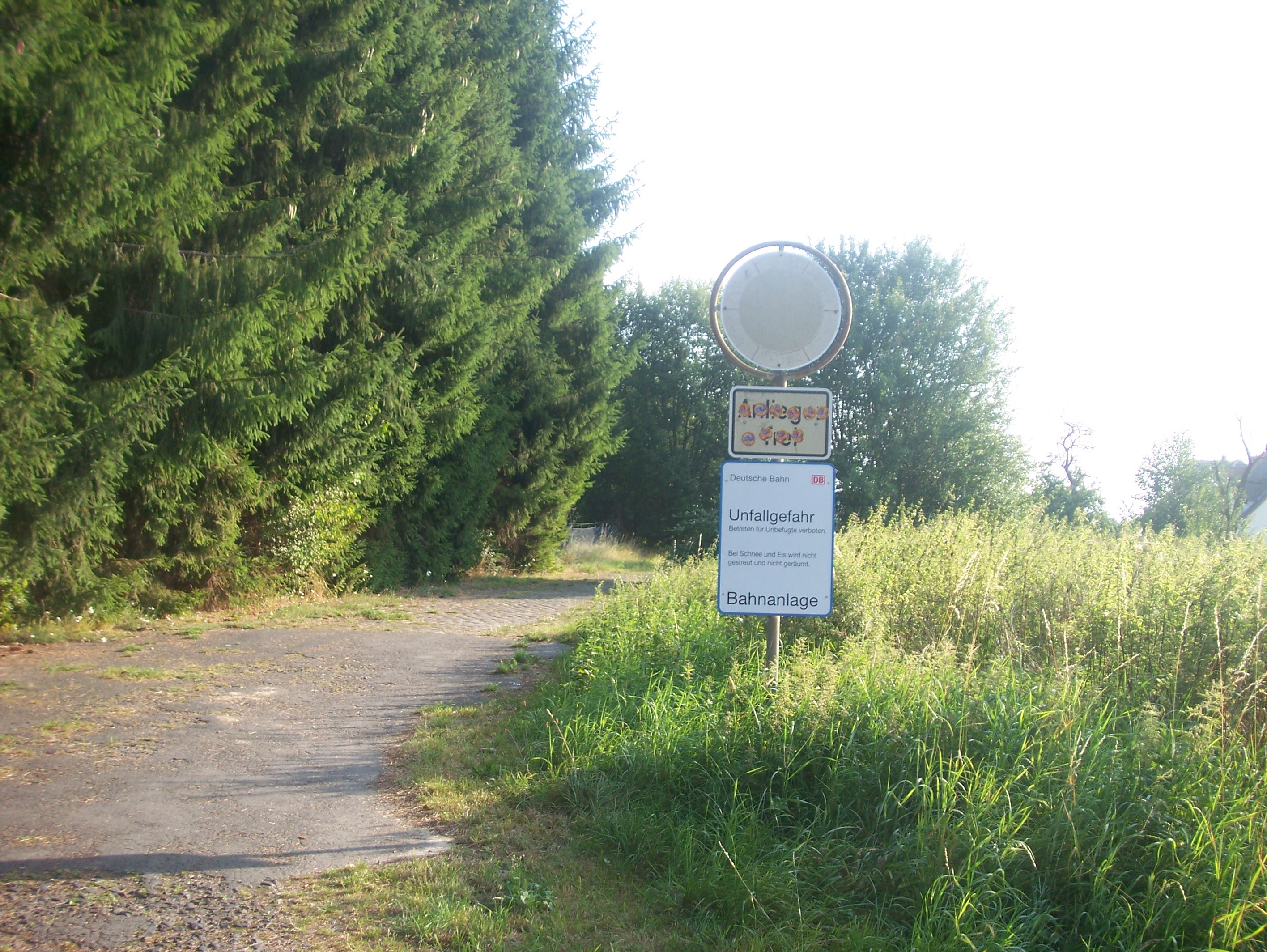
Schild am ehemaligen Bahnhof im Jahre 2009, knapp 25 Jahre nach dem Gleisabbau

Klein Berkel liegt an der Bundesstraße 1. Von 1896 bis 1980 war Klein Berkel über die Lager Bahn an den Schienenpersonennahverkehr in Richtung Hameln und Bielefeld angebunden. Der Güterverkehr wurde 1985 aufgegeben und die Strecke abgebaut.